# Pierre-Antoine Verwilghen
Pierre-Antoine Verwilghen, né à Saint-Nicolas, en Flandre-Orientale, le 20 mai 1796 et mort le 23 décembre 1846, est un entrepreneur et homme politique belge,,.

## Biographie
Son père, Jacques-Benoît Verwilghen (1757-1800), fabricant dans le textile, décède alors qu'il n'a que quatre ans. Il est élevé par sa mère Isabelle de Clippeleir avec l'aide de son demi-frère, le prêtre E.H. Wauman.
Verwilghen étudie les sciences humaines à Lille, où il rencontre entre autres Pierre De Decker qui deviendra plus tard Premier Ministre et Gouverneur du Limbourg.
En 1820, deux ans après le décès de sa mère, il épouse Charlotte Janssens qui décèdera quelques années plus tard sans avoir d'enfant. Il est alors impliqué dans la gestion de la fabrique textile Janssens-De Decker, alors en croissance, et entretient des relations d’amitié avec son futur beau-père Jan Hemelaer.
Membre du bureau de bienfaisance en 1818, il devient vice-président de la commission des fabriques d'église en 1822.
En 1826, Verwilghen se rend à Paris pour racheter le Petit Séminaire Saint-Joseph, propriété personnelle du prince-évêque de Broglie décédé le 20 juillet 1821. Son héritier unique, le prince Amédée de Broglie, refusait de payer les droits de succession et avait laissé saisir sa propriété. Verwilghen, secrètement mandaté par Jan Hemelaer, réussit à racheter les bâtiments du séminaire au meilleur prix.
Le 2 juillet 1828, Verwilghen se marie avec Jeanne Hemelaer (1800-1879), fille de Jan qui avait entre-temps déménagé à Sint-Niklaas. Ils ont deux fils : Stanislas né en 1829 et Joseph en 1836.
En octobre 1830, Verwilghen est élu membre du Congrès National. Il avait la réputation d'appartenir au groupe des catholiques progressistes. Lors des votes, il prit les positions suivantes : pour la déclaration d'indépendance, pour l'exclusion perpétuelle des Nassau, pour le duc de Leuchtenberg comme roi et pour Félix de Mérode comme régent. En juin 1831, il vote pour Léopold de Saxe-Cobourg et en juillet pour l'acceptation du traité des XVIII articles.
En 1832, il devient Commandant-Major de la garde civile et Juge au Tribunal de Commerce.
En 1836, il est Conseiller Provincial puis Conseiller Communal en 1837, succédant à l'orangiste François De Graeve.
En 1838, il est nommé Président du Tribunal de Commerce puis échevin de Sint-Niklaas en 1841.
En 1843, il est élu député de l'arrondissement de Sint-Niklaas en remplacement d'Albert van Hoobrouck de Fiennes et il siégea jusqu'à sa mort.
Pierre-Antoine Verwilghen fut aussi un grand philanthrope envers les pauvres et les nécessiteux, plusieurs monastères, couvents, écoles, institutions de bienfaisance et missions catholiques purent compter sur son soutien.